# Onda Latina
Onda Latina war ein Lateinamerika-Festival, das von April bis Mai 2006 in Österreich stattfand und mehr als 150 Veranstaltungen umfasste.
Es stand in Verbindung mit dem EU-Ratsvorsitz Österreichs in der ersten Jahreshälfte von 2006 und war eine thematische Ergänzung zum EU-Lateinamerika-Gipfel 2006 und zum  Alternativengipfel. Das Programm umfasste täglich zwei bis zehn Events in den Sparten Musik, Kultur und Politik. Hauptveranstalter waren Institutionen der Entwicklungszusammenarbeit, insbesondere das Österreichische Lateinamerika-Institut (LAI), das VIDC – Wiener Institut für Entwicklungsfragen und Zusammenarbeit und die Südwind-Agentur.
Finanziert wurden die Veranstaltungen vor allem durch die staatliche „Österreichische Entwicklungszusammenarbeit“ (OEZA). Weitere Förderer waren die Kunstsektion des Bundeskanzleramtes, das Bundesministerium für Bildung, Wissenschaft und Kultur, die Kulturabteilung der Stadt Wien und das Arbeitsmarktservice Wien.